# Kvie Sø
Kvie Sø er en sø beliggende cirka 2 km nord for Ansager i Vestjylland med et areal på 30 ha, hvilket gør den til en af kun 6 søer i det tidligere Ribe Amt, der er 30 ha eller større. Søen opstod efter seneste istid for cirka 12.000 år siden. Søen blev sammen med de omkringliggende områder (i alt 47 ha) fredet i 1947/1969.

## Søen
Søen er en af de sjældne lobeliesøer, som er næringsfattige hedesøer. Fordi denne, som en sådan er truet, er der foretaget omlægning af dræn og afskæring af tilløb til søen fra dens tidligere afvandingsområder, som tilførte næringsrigt drænvand, hvilket forurenede søen. Den har en god vandkvalitet og sandbund og er i store dele meget lav, hvilket gør den velegnet for børn. Der er desuden en badebro.
I 1992 blev søen forurenet af kalk, hvilket man rettede op på ved at tilføre grundvand i en periode indtil 1999. Herved begrænsede man konsekvenserne af forureningen. Søen bliver endvidere overvåget som led i NOVANA og var blandt andet i 2009 en af 19 særligt intensivt undersøgte søer. NOVANAs undersøgelser viser, at undervandsplanternes dækningsgrad i Kvie Sø er steget betydeligt fra 2007 til 2009 og har derfor en betydende vegetation. Af planter i søen kan især nævnes den i Danmark meget sjældne og fredede Gulgrøn Brasenføde, som har groet i søen allerede fra ca. 2000 fvt.

## Omgivelser
Omkring hele søen er der anlagt vandrestier af Hjerteforeningen, det vil sige såkaldte "hjertestier" – en på 2,5 km og en på 3,5 km.
I området lige øst for søen ligger et sommerhusområde med omkring 170 sommerhuse (per 2011). Sommerhusområdet har både ældre og nyere huse, idet det er blevet udvidet betydeligt i starten af det 21. århundrede.
På strandområdet findes desuden en legeplads.
Tidligere fandtes endvidere en campingplads med såvel udlejning af hytter som mulighed for at bo i campingvogn og telt ved strandområdet ved den nordvestlige bred.

## Kultur
Hvert år afholdes Tistrup Minitri, som er et triatlon-stævne arrangeret af Tistrup fra søen, hvor der løbes i søen og derefter cykles derfra.